# 少棘凹鰭綿鳚
少棘凹鰭綿鳚（学名：Krusensterniella maculata）為輻鰭魚綱鱸形目绵鳚亞目绵鳚科的其中一種，分布於西北太平洋，包括日本海北部海域，屬底棲性魚類，棲息深度在水深53至160公尺，體長可達14公分。
其种加词“maculata”意为“有斑点的”。